# Långskaftsbryum
Långskaftsbryum (Bryum longisetum) är en bladmossart som beskrevs av Blandow och Schwaegrichen 1816. Långskaftsbryum ingår i släktet bryummossor, och familjen Bryaceae. Inga underarter finns listade i Catalogue of Life.